# Villa del Prado
Villa del Prado è un comune spagnolo di 4 197 abitanti situato nella comunità autonoma di Madrid.